# Чикагский автосалон
Чикагский автосалон (англ. Chicago Auto Show) — международная выставка автомобилей и технологий, проходящая ежегодно в феврале в городе Чикаго (штат Иллинойс, США) в выставочном и конференц-центре McCormick Place. Основана в 1901 году и является самым крупным автомобильным салоном в Северной Америке и третьим по величине в мире. В настоящее время организатором шоу выступает Chicago Automobile Trade Association (CATA).

## История
Впервые Чикагский автосалон прошёл в 1901 году с 23 по 30 марта, и с тех пор был повторно проведён более 100 раз. Первая выставка проводилась в Колизей Холле в Чикаго и представляла 36 марок и 113 различных средств передвижения. По стандартам своего времени шоу было грандиозным, благодаря чему оно стало проводиться ежегодно. С 1935 года организацией и проведением шоу занимается автомобильная ассоциация торговли Чикаго (CATA), старейший и крупнейший автомобильный дилер в Соединенных Штатов.
Чикагский автосалон продолжает оставаться одним из наиболее посещаемых автомобильных шоу в мире. Более одного миллиона посетителей посещают мероприятие каждый год.
Благодаря огромному свободному пространству выставки некоторые производители автомобилей творчески подошли к собственным выставочным площадками в последние годы. Так, например, Chrysler, Toyota и Mercedes-Benz создали испытательные дороги, примыкающие к дисплеям соответствующих автомобилей марок.

## Выставки

### 2017
Выставка 2017 года проводилась с 11 по 20 февраля. Дни прессы стартовали с 9 февраля.
Премьеры серийных моделей
- 2017 Chevrolet Redline Series special editions [3]
- 2018 Dodge Durango SRT [4]
- 2018 Ford Expedition [5]
- 2018 Hyundai Elantra GT (дебют в Северной Америке) [6]
- 2017 Infiniti Q50 3.0t, Infiniti QX80 Signature Edition[7]
- 2017 Mitsubishi Outlander Sport Limited Edition [8]
- 2017 Nissan Altima, Nissan Murano, Nissan Pathfinder, Nissan Rogue, Nissan Sentra Midnight Package [9]
- 2017 Ram 1500 Copper Sport [10]
- 2017 Ram 2500/3500 HD Night package [11]
- 2018 Subaru Legacy (рестайлинг) [12]
- 2018 Volkswagen Atlas Weekend Edition [13]

Премьеры концепткаров
- Nissan NV Cargo X [14]
- 2017 Nissan Titan Pro-4X Project Truck [15]

### 2016
Выставка 2016 года проводилась с 13 по 21 февраля. Дни прессы состоялись 11 и 12 февраля.
Премьеры серийных моделей
- 2017 Chevrolet Camaro 1LE [16]
- 2016 Chevrolet Silverado/Chevrolet Colorado Midnight Editions [17]
- 2017 Chevrolet Trax (рестайлинг) [16]
- 2016 Chrysler 200S/300S Alloy Edition [18]
- 2017 Ford Escape Sport Appearance Package [19]
- 2017 Ford Explorer BraunAbility MXV [20]
- 2017 Ford Explorer XLT Sport[21]
- 2017 Honda Ridgeline (Shown with newly released optional accessories) [22]
- 2017 Hyundai Santa Fe (рестайлинг) [23]
- 2017 Kia Niro [24]
- 2017 Kia Optima Hybrid, Kia Optima PHEV [25]
- 2016 Mercedes-Benz Sprinter Worker [26]
- 2017 Nissan Armada [27]
- 2017 Ram Power Wagon (рестайлинг) [28]
- 2017 Ram 2500 4x4 Off Road Package [29]
- 2016 Subaru XV Crosstrek Special Edition [30]
- 2017 Toyota Tacoma TRD Pro [31]

Премьеры концепткаров
- Mercedes-Benz Sprinter Extreme Concept [32]
- Nissan Winter Warriors Concepts [33]

### 2015
Мероприятие 2015 года проходило с 14 по 22 февраля и имело 7 % увеличение посещаемости по сравнению с 2014 годом. В рамках шоу состоялось 18 мировых премьер автомобилей.
Премьеры серийных моделей
- 2016 Acura RDX (рестайлинг) [34]
- 2015 Chevrolet Colorado GearOn Edition [35]
- 2016 Chevrolet Equinox (рестайлинг) [36]
- 2015 Chevrolet Silverado Custom [37]
- 2015 Chevrolet Silverado Midnight Edition [38]
- 2016 Ford Police Interceptor Utility (рестайлинг) [39]
- 2016 Honda Pilot [40]
- 2016 Hyundai Elantra GT (рестайлинг) [41]
- 2016 Hyundai Veloster Rally Edition [42]
- 2016 Kia Rio (рестайлинг) [43]
- 2015 Ram 1500 Laramie Limited [44]
- 2016 Toyota Avalon (рестайлинг) [45]
- 2016 Toyota Camry Special Edition [45]
- 2016 Toyota Corolla Special Edition [45]

Премьеры концепткаров
- Kia Trail'ster (e-AWD) [46]
- 2016 Mazda MX-5 accessories concept [47]
- Mitsubishi Concept GC-PHEV (дебют в Северной Америке) [48]
- Nissan 370Z NISMO Roadster [49]

Премьеры гоночных автомобилей
- Nissan GT-R LM NISMO [50]

### 2014
Выставка 2014 года проводилась с 8 по 17 февраля. Дни прессы стартовали с 6 февраля.
Премьеры серийных моделей
- 2014 BMW 740Ld XDrive (дебют в США) [51]
- 2015 Chevrolet City Express[52]
- 2015 Chevrolet Tahoe PPV[52]
- 2014 Dodge Journey Crossroad [53]
- 2014 Hyundai Veloster RE:FLEX Edition [54]
- 2014 Kia Optima Hybrid (фейслифтинг) [55]
- 2015 Kia Soul EV [56]
- 2015 Lincoln Navigator (фейслифтинг) [57]
- 2015 Nissan Versa Note SR [58]
- 2014 SRT Satin Vapor Editions (Challenger, Charger, 300) [59]
- 2015 Subaru Legacy [60]
- 2015 TRD Pro Series (Tundra, Tacoma, 4Runner) [61]
- Volvo S60/V60 Polestar (дебют в США)[62]

Премьеры концепткаров
- Kia Niro (дебют в США)[63]
- Nissan Frontier Diesel Runner [58]

Премьеры гоночных автомобилей
- Volkswagen GRC Beetle [64]

### 2013
Чикагский автосалон 2013 года проходил с 9 по 18 февраля. Дни прессы состоялись 7 и 8 февраля.
Премьеры серийных моделей
- Chevrolet Cruze Diesel [65]
- Chrysler 300 SRT8 "Core" [66]
- Dodge Challenger R/T Redline,[67]
- Dodge Challenger SRT8 "Core"
- Dodge Charger SRT8 Super Bee
- Kia Forte 5-door [68]
- Mopar '13 Dodge Dart [69]
- Nissan 370Z NISMO [70]
- Nissan GT-R Track Edition [70]
- Nissan Juke NISMO [70]
- Nissan NV200 Cargo Van [71]
- Ram ProMaster 3500 Cargo Van
- Ram ProMaster 3500 Chassis Cab Cutaway
- Scion FR-S Pro/Celebrity Race
- Toyota Tundra Crew Cab 1794 Edition
- Toyota Tundra CrewMax Platinum Package
- TRD Toyota Tundra CrewMax Limited
- Volkswagen Beetle GSR [72]
- Volkswagen Beetle Turbo Convertible R-Line
- Volkswagen GTI Driver's Edition
- Volkswagen GTI Wolfsburg Edition [73]

Премьеры концепткаров
- Chevrolet "Turbo" Camaro Coupe Concept
- Dodge Charger Defiance Show Car
- Kia Cross GT Concept [74]
- Kia Optima Hybrid "Inspired by Superman" Concept
- Ford Fiesta ST GRC Concept
- Ford Focus TrackSTer Concept

### 2012

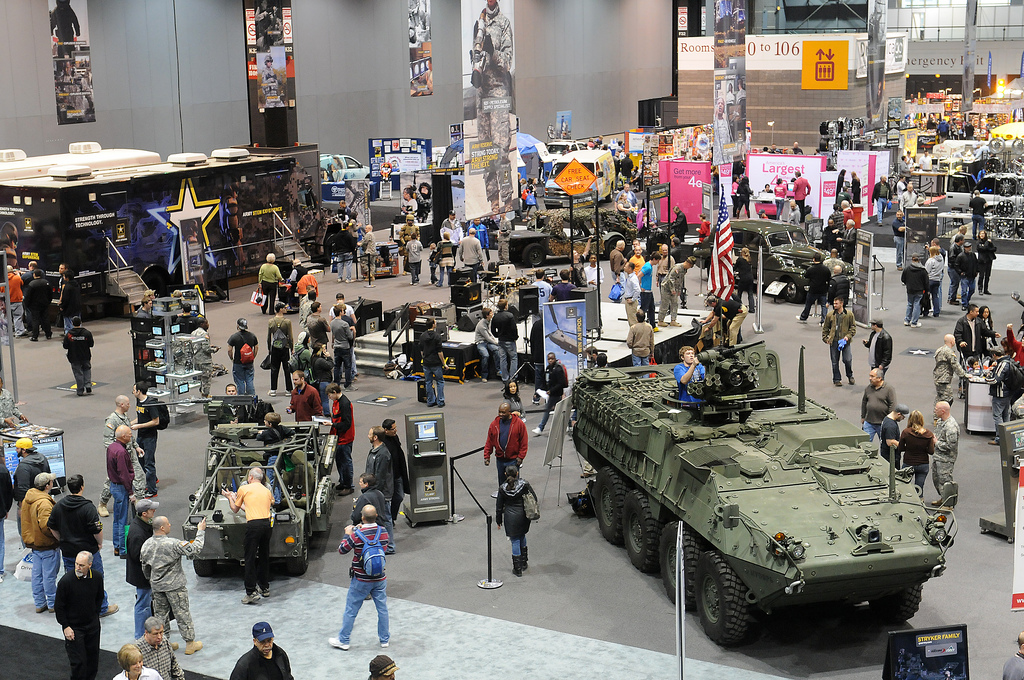
Площадка армии США на выставке 2012 года

Выставка 2012 года проходила с 10 по 19 февраля. Дни прессы проводились 8 и 9 февраля.
Представленные автомобили и концепты
- 2013 Acura ILX (production vehicle)[75]
- 2013 Acura RDX (production vehicle)[75]
- 2013 Ford Shelby GT500 Convertible [76]
- 2013 GMC Acadia [77]
- 2013 Hyundai Elantra Coupe [78]
- 2013 Hyundai Elantra GT (дебют в Северной Америке) [79]
- Kia Track'ster concept [80]
- 2012 Mazda MX-5 Miata Special Edition
- 2012 Mopar '12 Chrysler 300 [81]
- 2013 Nissan 370Z [82]
- 2013 Nissan NV200 (дебют в Северной Америке) [83]
- 2012 Ram 1500 Laramie Limited [84]
- 2013 Toyota Land Cruiser (дебют в Северной Америке)
- 2013 Volkswagen Beetle TDI [85]

### 2011

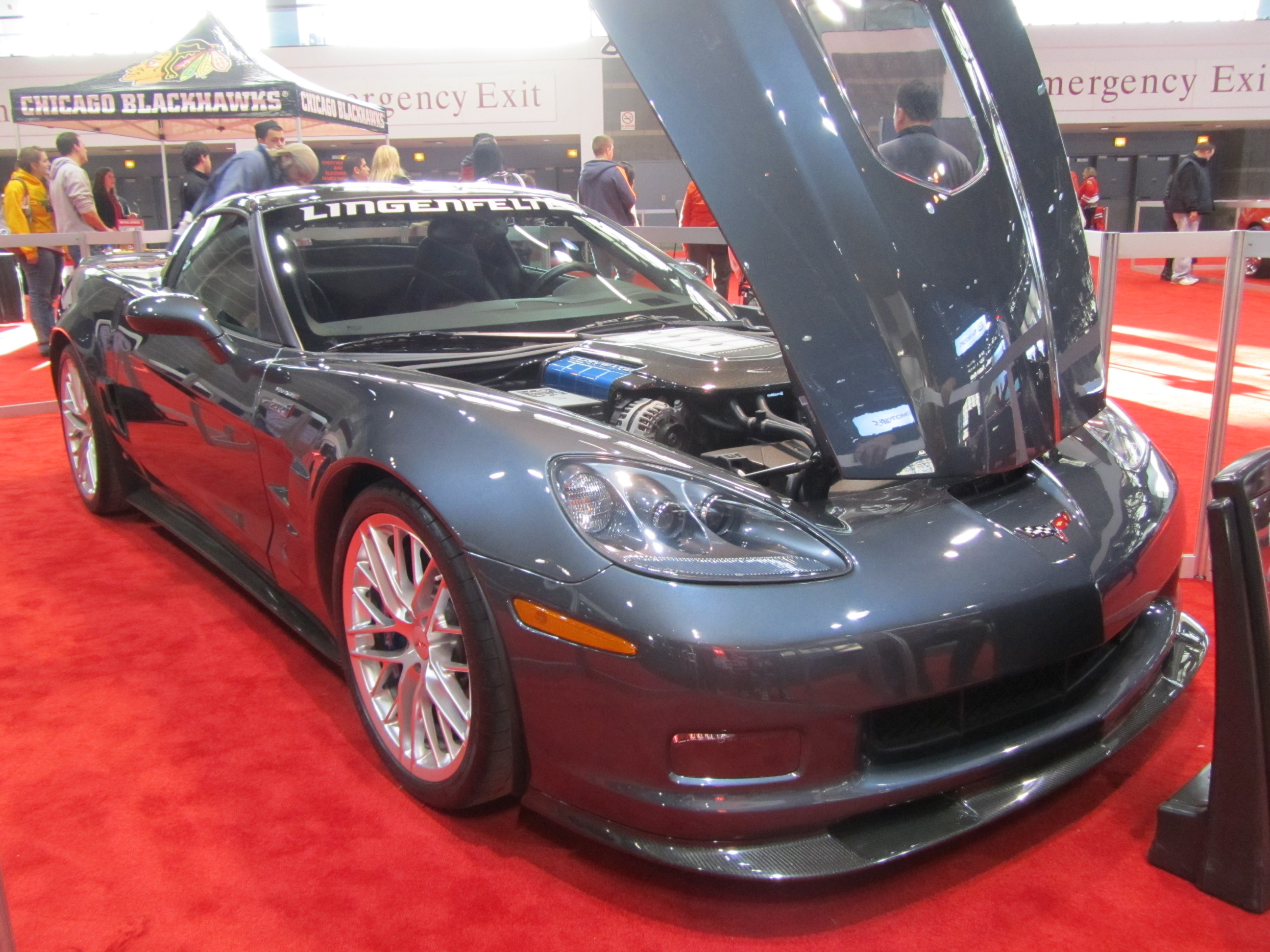
Lingenfelter ZR1 на выставке 2011 года

Шоу 2011 года проводилось с 11 по 20 февраля. Дни прессы были назначены на 9 и 10 февраля.
Представленные автомобили и концепты
- 2012 Acura TL
- 2012 Buick Regal with eAssist[86]
- 2012 Chevrolet Camaro ZL1[87]
- 2011 Chrysler 200 Convertible[88]
- 2012 Dodge Charger SRT8[89]
- 2011 Dodge Durango Heat[89]
- 2012 Hyundai Genesis (including 5.0 R-Spec)[90]
- Hyundai Veloster rally car[91]
- 2011 Mazda MX-5 Miata Special Edition[92]
- 2011 Ram 1500 Tradesman[93]
- 2011 Ram 3500 HD[94]
- 2012 Shelby GT350 Convertible[95]
- 2011 Toyota Matrix[96]
- 2012 Volkswagen Jetta GLI

### 2010

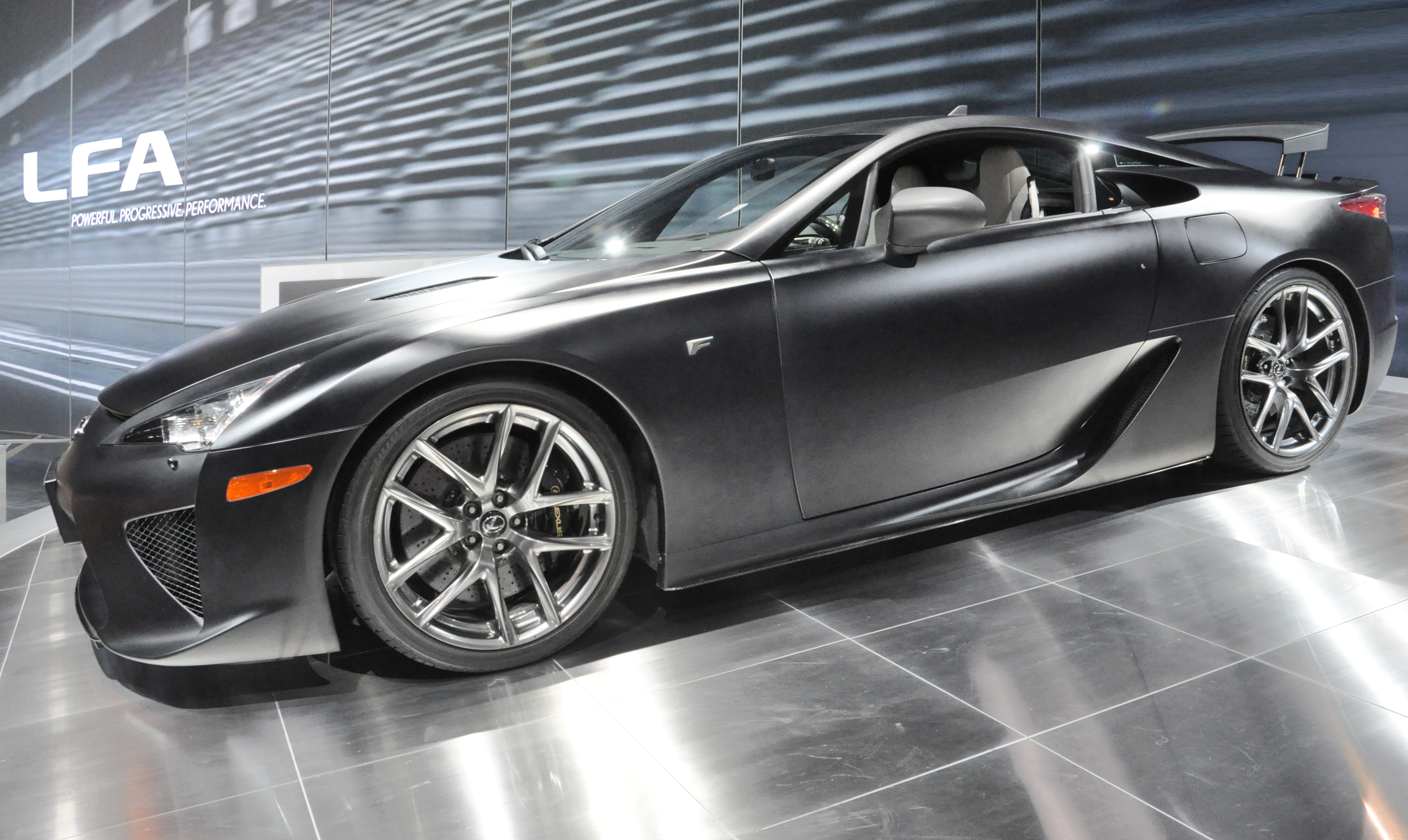
Lexus LFA на автосалоне 2010 года

Мероприятие 2010 года проходило с 12 по 21 февраля. Дни прессы начались с 10 февраля.
Представленные автомобили и концепты
- 2011 BMW Alpina B7 (F01)
- 2011 Chevrolet Silverado 2500 & 3500 HD[97]
- DeltaWing
- 2011 Ford Edge[98]
- 2011 Ford Shelby GT 500[99]
- 2011 Ford Transit Connect Electric[100]
- 2011 Ford Transit Connect Taxi[101]
- 2011 Honda Odyssey (концепт)[102]
- 2011 Hyundai Azera[103]
- Kia Ray plug-in hybrid concept[104]
- 2010 Nissan 370Z 40th Anniversary Edition[105]
- 2010 Scion tC RS 6.0 ("Speedway Blue")[106]
- 2011 Toyota Avalon[107]

### 2009

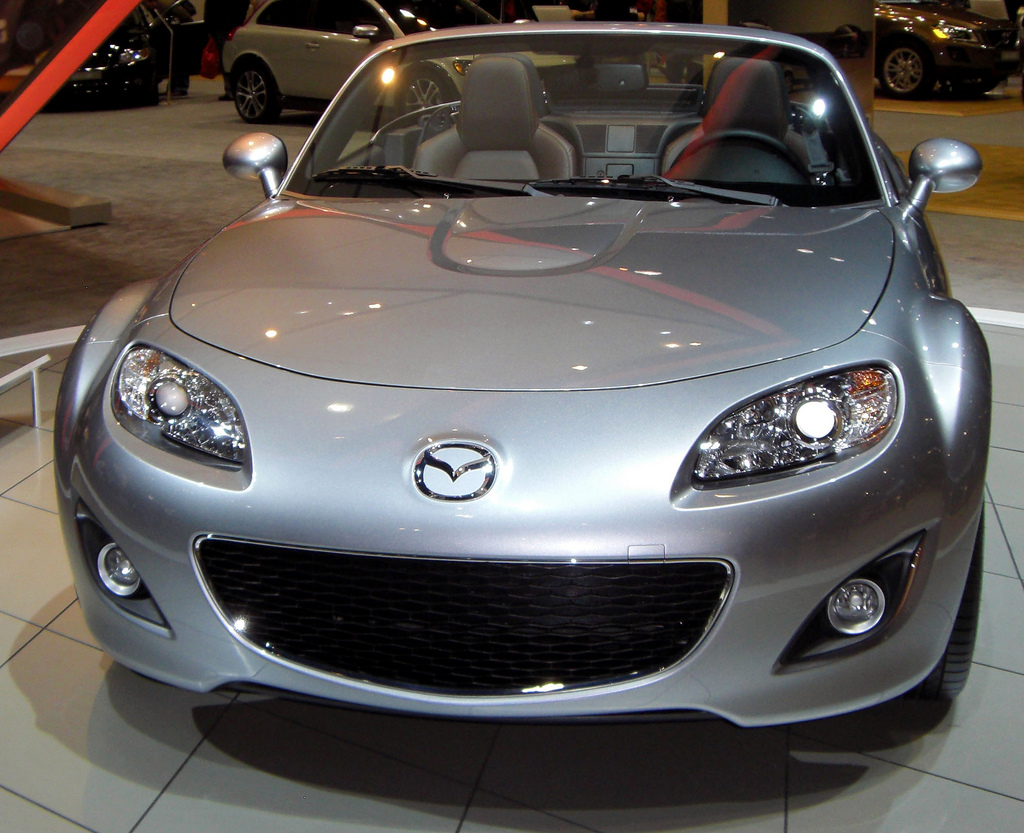
Mazda MX-5 NC FL на выставке 2009 года

Мероприятие 2009 года проходило с 13 по 22 февраля. Дни прессы состоялись 11 и 12 февраля.
Представленные автомобили и концепты
- 2010 Acura TSX V6
- Chevrolet Corvette Stingray concept
- 2010 Dodge Ram Heavy Duty
- 2010 Ford Harley-Davidson F-150
- 2010 Ford Taurus SHO[108]
- 2010 Hyundai Genesis Coupe R-Spec
- 2010 Kia Forte
- 2009 Mazda MX-5 (дебют в Северной Америке)[109]
- 2010 Mitsubishi Lancer Sportback (дебют в США)
- 2009 Nissan Cube Krom
- 2009 Scion tC RS 5.0 ("Gloss Black")
- 2010 Toyota Tundra

### 2008
Выставка 2008 года проводилась с 8 по 17 февраля. Открытие для прессы состоялось 6 февраля.
Премьеры
- 2009 Acura RL
- 2009 Chevrolet HHR Flexfuel
- 2009 Chevrolet Traverse
- 2008 Dodge Challenger SRT-8
- 2009 Ford Edge Sport
- Ford Transit Connect (дебют в Северной Америке)
- GMC Denali XT concept
- 2009 GMC Sierra Hybrid
- 2009 Hummer H3T
- 2009 Hyundai Elantra Touring (дебют в США)
- 2009 Hyundai Sonata
- 2009 Mitsubishi Eclipse
- 2009 Mitsubishi Galant
- 2009 Porsche Cayenne GTS (дебют в Северной Америке)
- 2008 Scion tC RS 4.0 ("Galactic Gray Mica")
- 2009 Suzuki Equator
- 2009 Volkswagen Routan

На шоу также была оборудована специальная площадка для вооружённых сил США, на которой были представлены автомобили и видеоигры, связанные с армией Соединённых Штатов.

### 2007

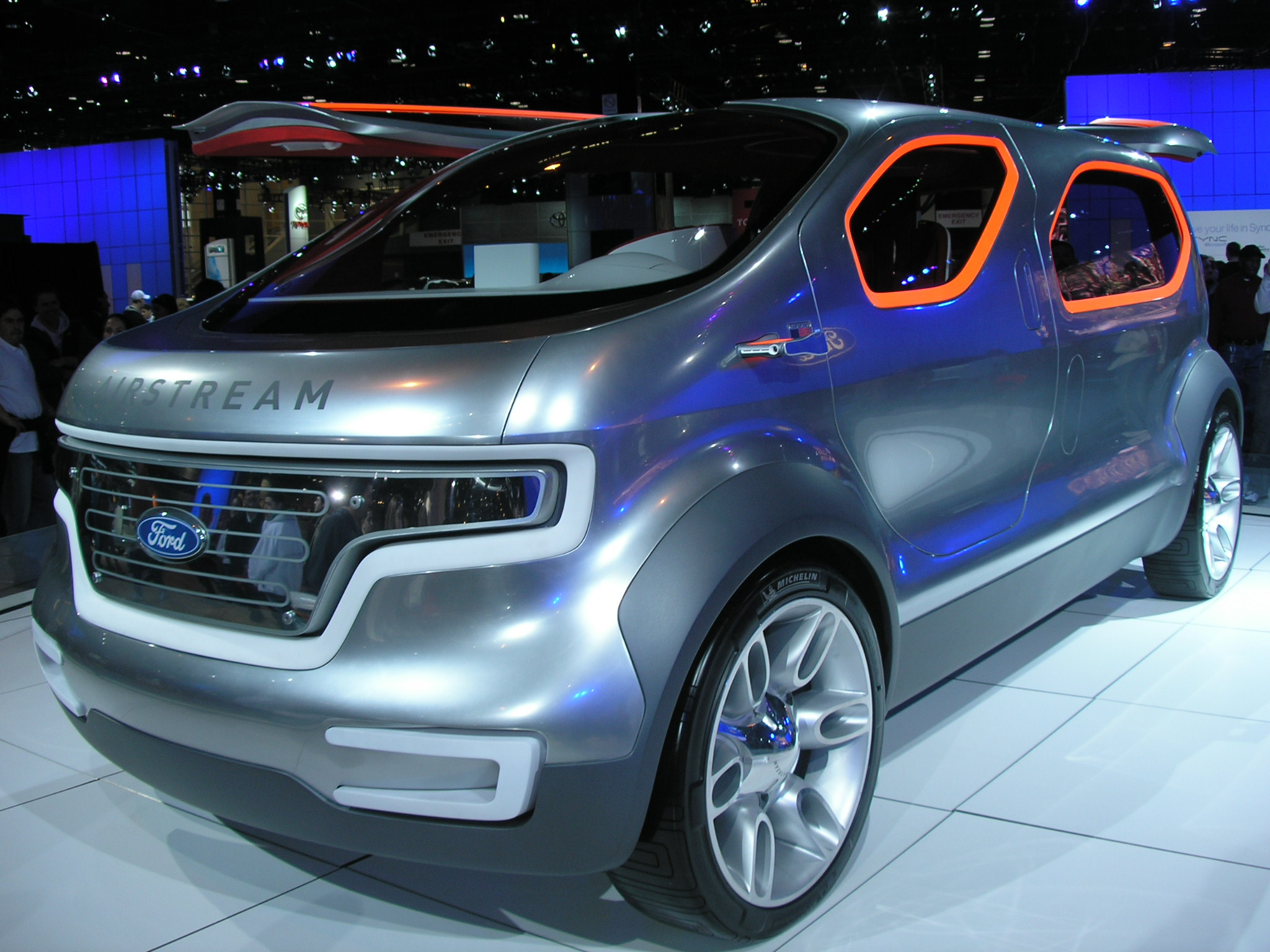
Концепткар "Airstream" от компании Ford

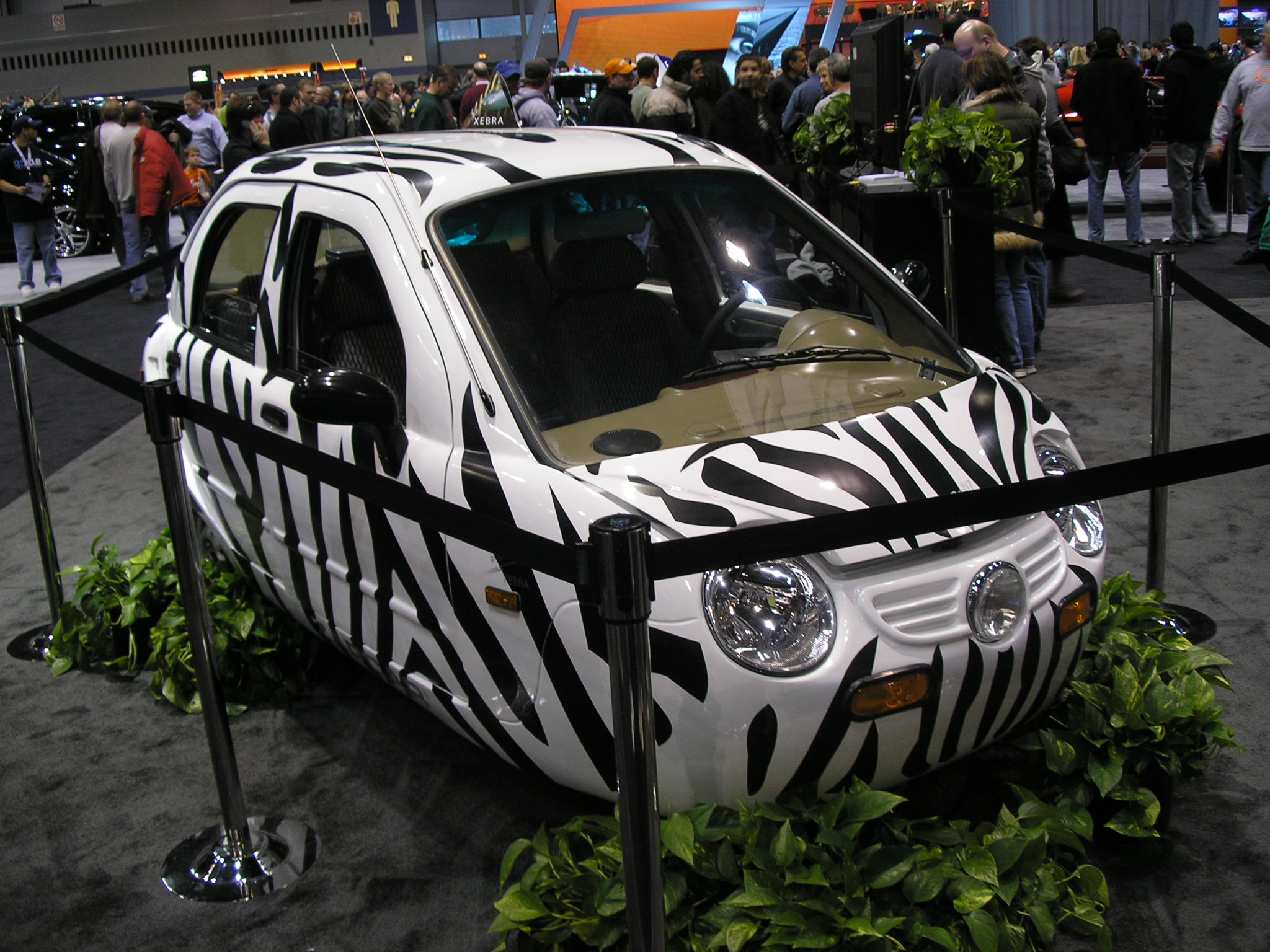
Концепткар компании Zap

Автосалон 2007 года проводился с 9 по 18 февраля. Дни прессы начались 7 февраля.
Премьеры
- 2008 BMW 5 Series (дебют в Северной Америке)
- 2008 Dodge Dakota
- 2008 Ford Taurus (переименован с Ford Five Hundred)
- 2008 Ford Taurus X (переименован с Ford Freestyle)
- Kia Rondo SX concept
- 2008 Mercury Sable (переименован с Mercury Montego)
- 2008 Nissan Armada
- 2008 Nissan Pathfinder
- 2008 Nissan Titan
- 2008 Pontiac G8
- 2007 Porsche 911 GT3 RS (дебют в Северной Америке)
- 2008 Saturn Astra
- 2008 Saturn Vue Green Line
- 2008 Saturn Vue Red Line
- 2008 Scion xB
- 2008 Scion xD
- 2008 Toyota Highlander
- 2008 Volkswagen R32 (дебют в Северной Америке)

### 2006

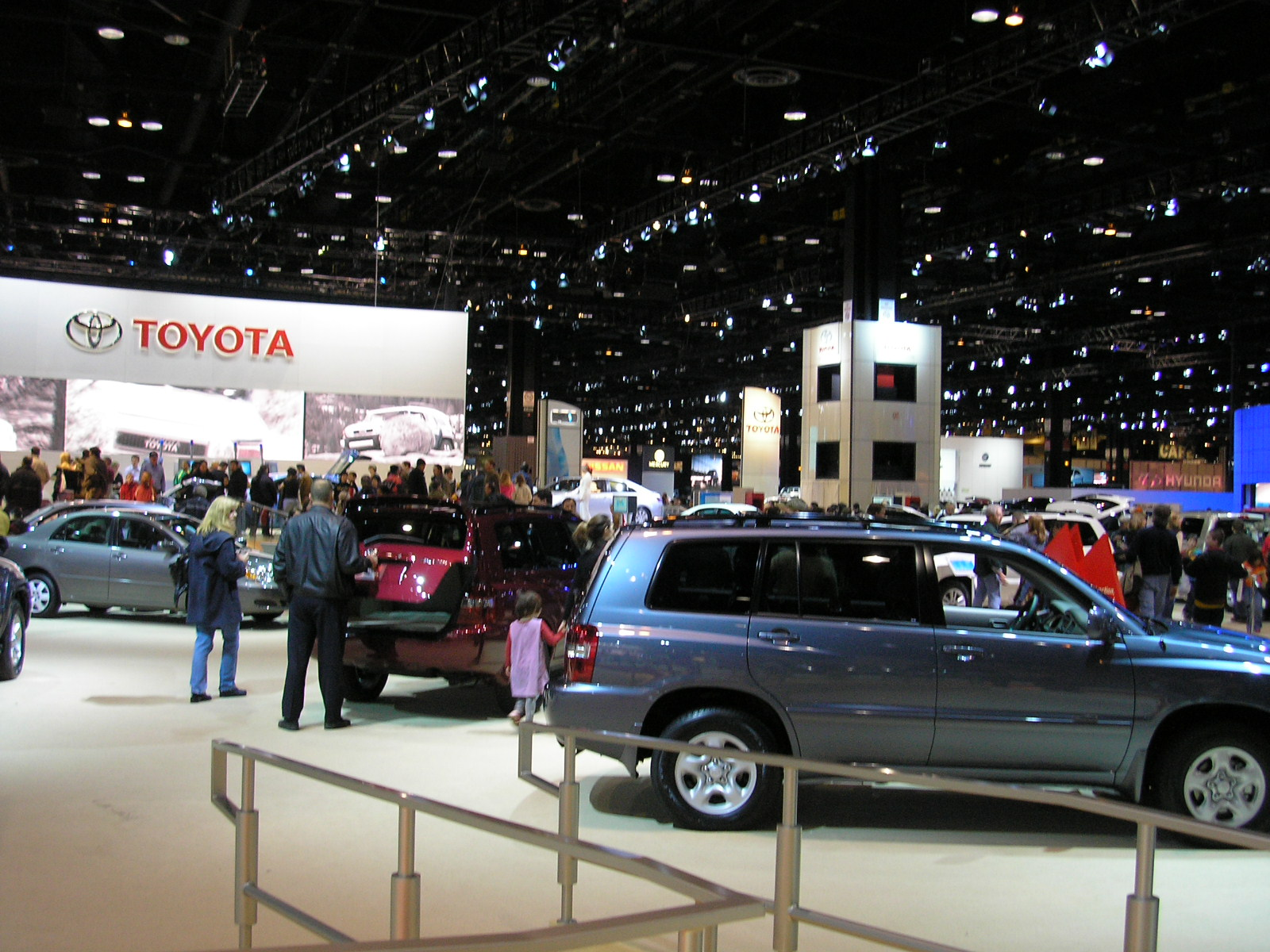
Чикагский автосалон 2006 года

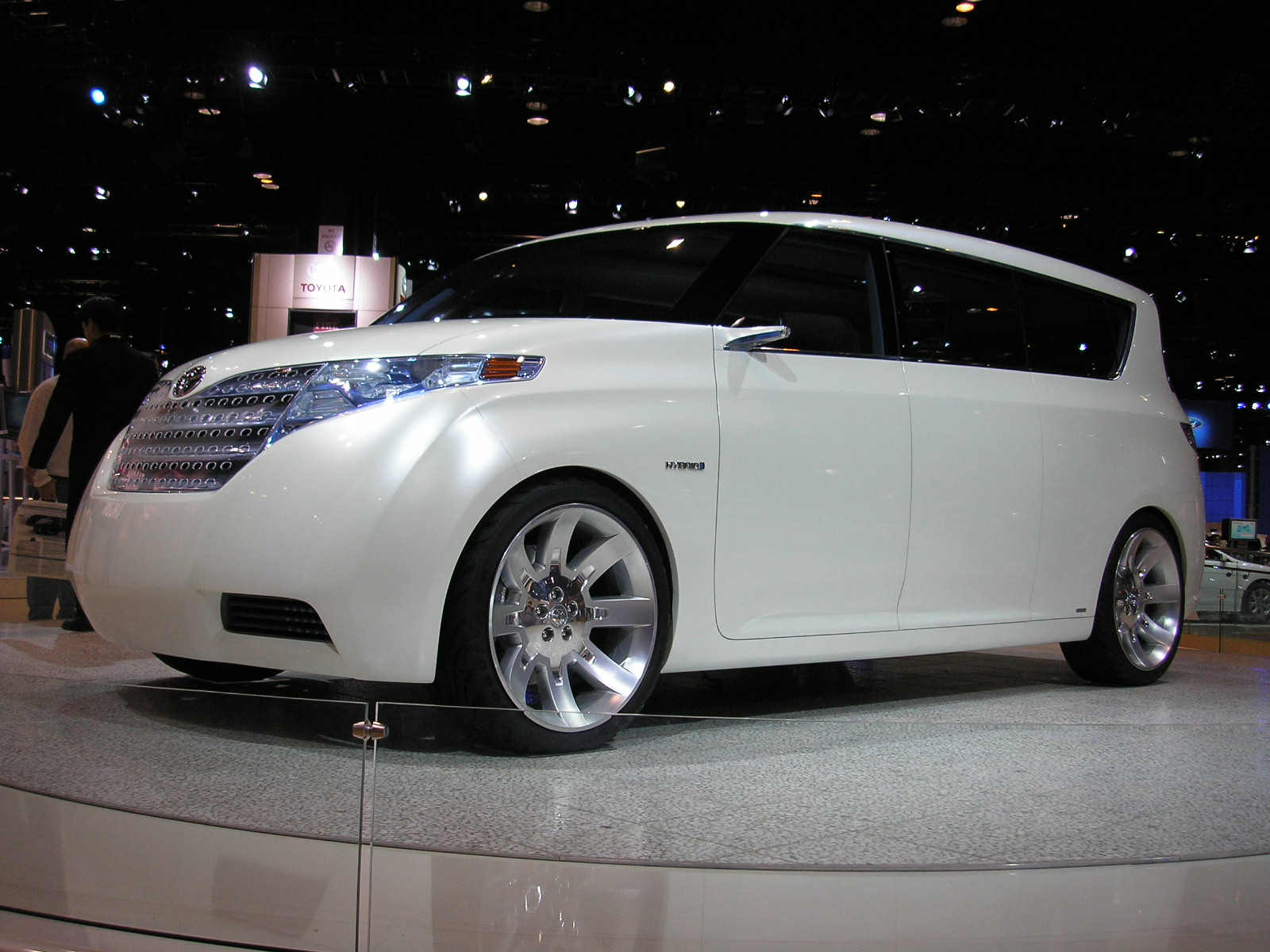
Концепткар компании Toyota на выставке 2006 года

Мероприятие 2006 года проходило с 10 по 19 февраля. Дни прессы начались с 8 февраля.
Премьеры
- 2007 Bentley Continental GTC convertible
- 2007 Chevrolet Avalanche
- 2006 Chevrolet Kodiak C4500 (Special Modification)
- 2007 Dodge Caliber SRT-4
- 2007 Dodge Charger Super Bee
- 2007 Dodge Nitro
- Dodge Rampage Concept (пикап с приводом на передние колёса)
- 2007 Ford Expedition
- 2007 Hyundai Entourage
- 2006 Hyundai Accent 3-door
- 2007 International MXT
- 2007 International RXT
- 2007 Lexus ES 350
- 2007 Lincoln Navigator/Navigator L
- 2007 Lincoln MKZ (formerly the Lincoln Zephyr)
- 2007 Mercedes-Benz R63 AMG
- 2007 Mitsubishi Galant Ralliart
- 2007 Nissan Quest
- 2007 Subaru B9 Tribeca
- 2007 Toyota Tundra
- 2007 Volkswagen Rabbit

### 2005

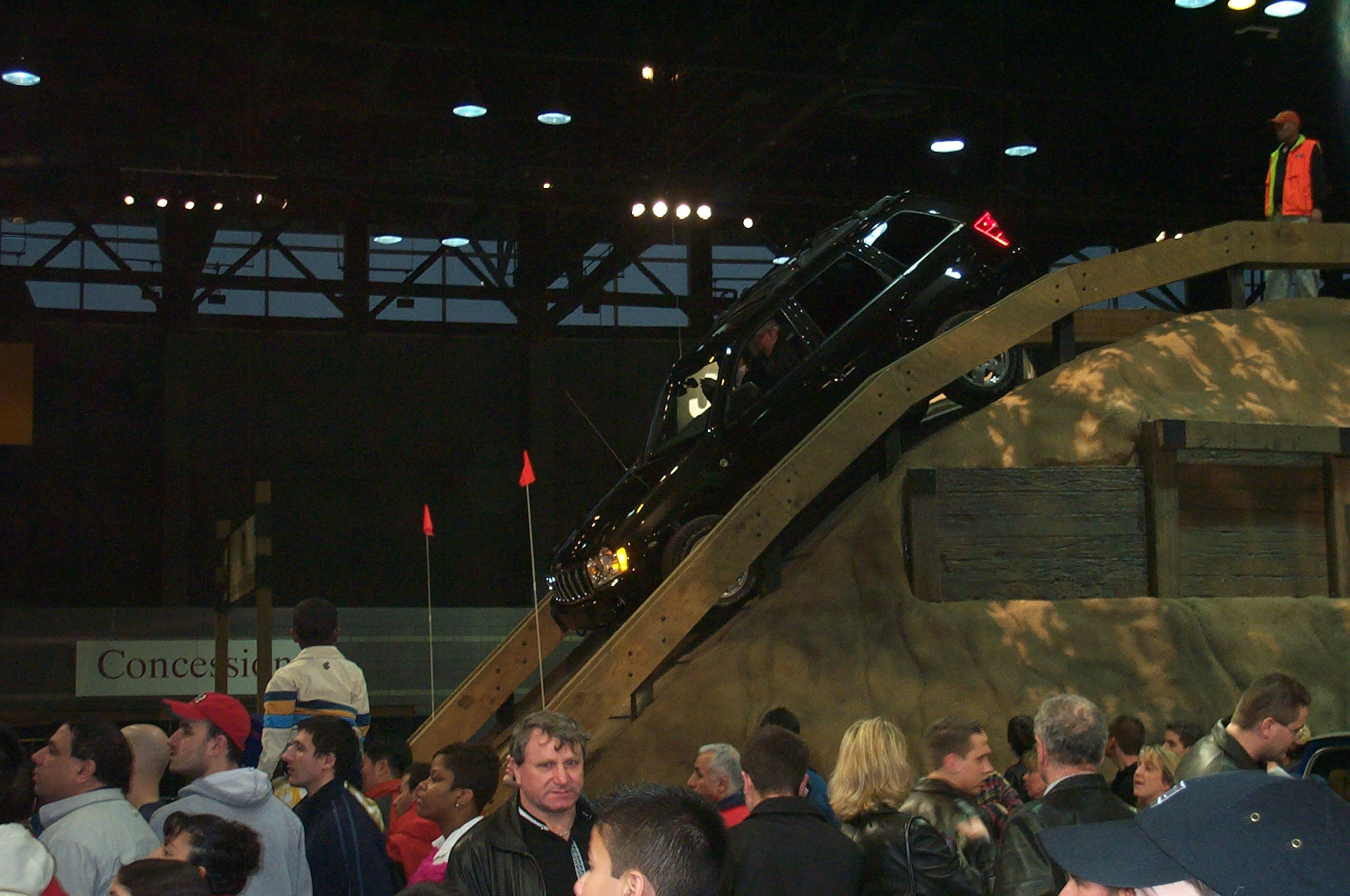
Тест-драйв Jeep на искусственном холме. Чикагский автосалон 2005 года

Выставка 2005 года проводилась с 11 по 20 февраля. Днями прессы были назначены 9 и 10 февраля.
Премьеры
- 2006 Buick Lucerne
- 2006 Cadillac DTS
- 2006 Dodge Ram Mega Cab
- 2006 Mercedes-Benz S65 AMG
- 2006 Mercury Milan
- 2006 Mercury Mountaineer
- 2006 Mercury Mariner Hybrid
- 2006 Suzuki Grand Vitara
- 2007 Toyota FJ Cruiser

### 2001
Премьеры
- Hyundai HCD6 Roadster Concept Car

### 1998
Премьеры серийных моделей
- Acura 3.5 RL Special Edition
- Acura Integra Type-R SCCA Race Car
- Acura NSX SCCA Race Car
- Cadillac Seville
- Chevrolet Corvette Convertible
- Chevrolet Tahoe Z71
- Chevrolet TrailBlazer
- Chrysler Town & Country Limited
- Dodge Viper GTS-R GT2 Championship Edition
- Jeep Grand Cherokee 5.9 Limited
- Jeep Cherokee Classic
- Mitsubishi Galant
- Nissan Quest
- Kia Sportage Convertible
- Ford SVT F-150 Lightning
- Ford F-150 NASCAR Special Edition
- Ford SVT Mustang Cobra Bondurant
- Ford Ranger XLT 4x4 Supercab
- Toyota Corolla Sedan
- Toyota Land Cruiser
- Toyota Tacoma Xtracab
- Subaru Legacy 2.5GT Limited

Премьеры концепткаров
- Pontiac Grand Prix Concept:Cure by Cynthia Rowley
- Cadillac DeVille Concours Concept:Cure by Michael Kors
- Chevrolet Venture Concept:Cure by Joe Boxer's Nicholas Graham
- GMC Jimmy Concept:Cure by Tommy Hilfiger
- GMC Sierra DEUCE Concept
- Ford Libre Concept
- Nissan Frontier 4-door Concept
- Infiniti Q29 Roadster
- Kia Minivan Concept
- Toyota T150 Concept

### 1992
На выставке 1992 года было представлено более 1000 транспортных средств от автомобильных производителей со всего мира.
Премьеры серийных моделей
- Audi 90[110]
- Buick Skylark Sedan[110]
- Ford Escort GT[110]
- Ford SVT Mustang Cobra[110]
- Ford SVT F-150 Lightning[110]
- Infiniti J30[110]
- Mazda 626[110]
- Mercury Tracer[110]
- Subaru Legacy Touring Sports LE Wagon[110]
- Toyota Camry Wagon[110]

Премьеры концепткаров
- Geo Back Packer Tracker Concept
- Geo Beach Low-Rider Tracker Concept
- Geo Baja Race Tracker Concept
- Geo Biker Tracker Concept
- Geo Snow Tracker Concept
- Ford Explorer Drifter Concept
- Ford Boss Bronco Concept
- Saab 9000CD Turbo Flex Fuel Concept[110]
- Toyota Avalong 4-door convertible concept[110]

### 1991
- GMC Rio Grande All-Wheel-Drive Concept

### 1990
- Geo "Californina Concept" Storm
- Geo Tracker "Hugger" Concept

### 1968
Премьеры серийных моделей
- AMC AMX[111]